# دیانا مرووا
دیانا مُرووا (انگلیسی: Diana Mórová؛ ۱۸ فوریهٔ ۱۹۷۰ – ) بازیگر اهل کشور اسلواکی است. وی از سال ۱۹۷۲ میلادی تاکنون مشغول فعالیت بوده‌است. او تاکنون برندهٔ دو جایزهٔ «اُتُ» شده‌است.